# جرمی شوپلین
جرمی شوپلین (انگلیسی: Jérémy Choplin؛ زادهٔ ۹ فوریهٔ ۱۹۸۵) بازیکن فوتبال اهل فرانسه است.
از باشگاه‌هایی که در آن بازی کرده‌است می‌توان به باشگاه فوتبال متس، باشگاه فوتبال باستیا، و باشگاه فوتبال لو مان اشاره کرد.